# Жан Кошир
Жан Кошир (словен. Žan Košir; нар. 11 квітня 1984, Крань, Словенія) — словенський сноубордист. Срібний (паралельний слалом) та бронзовий (паралельний гігантський слалом) призер зимових Олімпійських ігор 2014 року.

## Виступи на Олімпіадах
| Олімпіада      | Дисципліна                     | Місце |
| -------------- | ------------------------------ | ----- |
| Ванкувер 2010  | паралельний гігантський слалом | 6     |
| Сочі 2014      | паралельний гігантський слалом | 3     |
| Сочі 2014      | паралельний слалом             | 2     |
| Пхьончхан 2018 | паралельний гігантський слалом | 3     |